# 곤여만국전도

〈곤여만국전도〉(坤輿萬國全圖)는 1602년에 예수회 이탈리아인 신부 마테오 리치와 명나라 학자 이지조(李之藻)가 함께 만들어 목판으로 찍어 펴낸 지도로서, 가로 533센티미터, 세로 170센티미터이며, 〈리치 지도〉라는 이름으로도 불린다. 지도는 아시아, 유럽, 아프리카, 남북아메리카, 묵와랍니가(오세아니아+남극)를 나타내고 있고, 각지의 민족과 산물에 대해 지리지의 방식으로 서술하였다. 한국에 대한 지식이 별로 없었기 때문에 한국은 간단하게 처리하고 역사적인 설명을 첨가하였다. 그러나 일본에 대해서는 자세하게 그려졌고 동해의 일본 쪽을 일본해, 태평양 쪽은 소동양이라고 표기하였다. 또 타원형의 세계지도 바깥에는 남반구와 북반구의 모습, 아리스토 천체 구조론에 의한 구중천설, 일월식도, 천지의도 등이 그려져 있다.
"아시아" "일본 해" "적도" 등 유럽의 말이 중국어로 번역되어 있다.
중국에서 만들어진 이 지도는 조선에서도 필사된 뒤 목판인쇄되었는데, 그중 대표적인 것이 숙종 34년(1708) 관상감에서 제작한 〈곤여도병풍〉이다. 관상감에서는 이때 천문도와 함께 그려 〈건상도〉라 하여 짝을 이루었는데, 경기도 봉선사에 보관되어 있던 것이 한국전쟁 때 없어졌다가 최근 일본에서 발견되었다.

## 제작 목적
마테오 리치가 〈곤여만국전도〉를 제작한 목적은 자신이 만든 이 지도가 중국인이 원래 지녔던 중화적 세계관을 타파할 계기가 되지 않을까, 혹은 자신들만이 문명 세계를 이루고 있다는 중국의 자만심을 허물 수 있지 않을까 하는 기대감으로 제작하였다. 이는 그가 1608년 8월 22일에 아콰비바 앞으로 보낸 편지 통해 알 수 있다.
“그러나 이 지도에 적혀있는 우리들에 관한 여러 가지 일, 우리들의 성스러운 교법, 관습 등에 관한 것을 읽으면 황제와 황실 사람들이 우리를 만나 서양 사물에 관해 묻고 싶은 마음이 언젠가는 생기자 않을까 하는…”— 히라카와 스케히로, 《마테오 리치, 동서문명교류의 인문학 서사시》, 동아시아, 2002, 423쪽.

## 판본
베이징 제1판, 곤여만국전도
마테오 리치가 1602년에 베이징에서 이지조(李之藻)의 요청으로 제작하였다. 각각의 크기가 1.79×0.69미터인 여섯 부분으로 구성되어 있으며, 이 지도는 현재 바티칸에 1부, 그리고 일본에 2부가 남아 있다. 중국에 사신으로 갔던 이광정(李光庭)과 권희(權憘)가 지도가 제작된 다음 해(1603년) 곤여만국전도를 구해 가지고 돌아왔다는 기록이 이수광의 《지봉유설》에 나와 있다. 그러나 이때 가지고 온 지도는 현재 전하지 않는다.
헌상판(獻上版) 곤여만국전도
황제가 베이징 제1판을 보고 12부를 비단에 인쇄해 달라고 하였다. 그러나 이지조가 목판을 가지고 자기 고향으로 내려가 있었고, 각공이 몰래 만들었던 목판은 홍수 때에 크게 파손되었다. 그리하여 마테오 리치는 1608년에 파손된 목판을 보충하여 12부를 인쇄, 황제에게 헌상하였다.
곤여만국전도(坤輿萬國全圖)
현재 서울대 박물관에 보관되어 있는 〈곤여만국전도〉는 마테오 리치의 지도를 바탕으로 1708년(숙종 34년)에 왕명에 따라 관상감의 주관 하에 화가 김진여(金振汝)가 8쪽으로 구성하여 그린 것이다. 1985년 8월 9일 대한민국의 보물 제849호로 지정되었다. 병풍 첫째 폭과 여덟째 폭에는 원래의 곤여만국전도에 있던 마테오 리치의 서문과, 왕명으로〈곤여만국전도〉 제작하게 된 경위를 적은 최석정의 서문이 이어진다. 2폭에서 6폭에 걸쳐 세계지도가 타원형으로 그려져 있고, 그 여백에는 구중천, 천지의, 북반구, 남반구 등 당시의 서양 천문지식에 대한 설명이 덧붙여 있다. 지도의 여백에는 기괴한 모습의 동물과 탐험선 등이 그려져 있다.

## 특징
서양 지리학과 지리적 중화관의 타협
중국인은 수천 년 전부터 혈연적, 지리적, 문화적으로 중국이 세계의 중심이라고 생각해 왔다. 그러나 이 지도에 표현된 세계의 모습은 분명 중국 중심의 세계관과는 모순됐다. 그래서 마테오 리치로서는 중국 대륙을 중앙에 그림으로써 중국인이 가진 지리적 중화관과의 충돌을 피했다.
현존하는 지도 중 처음으로 일본해(日本海)라고 표기된 지도
동해의 명칭은 〈곤여만국전도〉에서 일본해로 되어 있다. 그러나 이 명칭은 일본 근해라는 의미가 강하다는 분석도 있다.
새로운 회화적 표현
〈곤여만국전도〉에는 기존의 한국 고지도에서 볼 수 없던 특이한 수파묘가 표현되어 있다. 두 겹의 곡선들이 구불구불한 띠를 이루며 물결치면서 다른 곡선 띠들과 어우러져 마치 석쇠 비슷한 형태를 이루고 있다. 또한 이 지도의 바다에는 항해 중인 선박이나 헤엄치며 떠다니는 바다 동물들의 모습이 표현되어 있다.

## 영향

### 조선에 미친 영향
〈곤여만국전도〉는 조선에 두 가지 큰 영향을 끼쳤다. 첫 번째 영향은 지리 범위의 확대이다. 조선 후기 지식인들은 서구식 세계지도인 〈곤여만국전도〉를 통하여 중국 바깥의 중국보다 넓은 세계를 알게 되었다.

두 번째 영향은 지리적 중화관의 해체이다. 마테오 리치는 〈곤여만국전도〉에서 달걀 껍질과 노른자 모양을 빌어서 지구 구체설을 소개하고 천지의(天地儀)를 통해 천지의 대응 관계를 설명했다. 이는 관계적으로는 중국과 조공책봉, 지리적으로는 동아시아에 해당되는 중화세계(직방(直方)의 세계)와 모순된다. 이로 인해 종래의 지리적 중화관은 흔들리게 되었다.

## 같이 보기
- 곤여전도 목판본
- 혼일강리역대국도지도